# تشارلي كرايغ
تشارلي كرايغ (بالإنجليزية: Charlie Craig)‏ هو ملحن وكاتب أغاني أمريكي، ولد في 30 سبتمبر 1938 في واتس ميلس في الولايات المتحدة، وتوفي في 1 يوليو 2011 بسبب سرطان الرئة.

## وصلات خارجية
- تشارلي كرايغ على موقع IMDb (الإنجليزية)
- تشارلي كرايغ على موقع ميوزك برينز (الإنجليزية)
- تشارلي كرايغ على موقع أول ميوزيك (الإنجليزية)
- تشارلي كرايغ على موقع ديسكوغز (الإنجليزية)